# Bahnhof St. Wendel
Der Bahnhof St. Wendel ist der einzige Bahnhof in der saarländischen Kreisstadt St. Wendel. Der Bahnhof befindet sich an Streckenkilometer 106,3 der Nahetalbahn und war Anfang der inzwischen abgebauten Bahnstrecke St. Wendel–Tholey. Er wurde im Zuge der Verlängerung der Nahetalbahn von Idar-Oberstein über Türkismühle nach Neunkirchen (Saar) am 26. Mai 1860 eröffnet.

## Lage
Der Bahnhof befindet sich im Zentrum der Stadt St. Wendel. Vor dem Bahnhofsgebäude befindet sich ein großer Busbahnhof mit 16 Bussteigen, von welchem Stadt- und Regionalbusse in die umliegenden Städte und Gemeinden fahren.

## Geschichte
Mit dem Streckenabschnitt Idar-Oberstein–Türkismühle–St. Wendel–Neunkirchen (Saar) der von Bingen am Rhein nach Saarbrücken führenden Nahetalbahn am 26. Mai 1860 wurde der Bahnhof St. Wendel eröffnet.
Vom Bahnhof St. Wendel aus führte vom 3. August 1915 an eine eingleisige Nebenbahn nach Tholey, deren geplante Fortführung bis Lebach nicht gebaut wurde. 1984 wurde der Personenverkehr auf dieser Strecke eingestellt. Zuerst wurde das Teilstück von Oberthal nach Tholey stillgelegt, 1996 der Rest der Strecke, die noch bis 1995 im Güterverkehr bedient wurde. Mittlerweile ist die gesamte Strecke von St. Wendel bis Tholey zu einem asphaltierten Radwanderweg (Wendelinus-Radweg) ausgebaut.
1937 wurde das Reichsbahnamt von Türkismühle nach St. Wendel verlegt.
Seit 1969 ist die Strecke von Türkismühle nach St. Wendel elektrifiziert.

## Verkehr
In St. Wendel halten heute (2024) alle auf der Nahetalbahn verkehrenden Züge. Der Bahnhof ist Halt der Regional-Express-Linie RE 3 von Frankfurt (Main) Hauptbahnhof beziehungsweise Mainz Hauptbahnhof nach Saarbrücken Hauptbahnhof, der Regionalbahnen von Neubrücke (Nahe) über Türkismühle, St. Wendel und Neunkirchen nach Saarbrücken (RB 73) sowie Endpunkt der nur in den werktäglichen Hauptverkehrszeiten von Mainz nach St. Wendel führenden Regionalbahnen (RB 33).
Somit gibt es stündlich eine Verbindung über die Nahestrecke ins Rhein-Main-Gebiet, drei Verbindungen in die rheinland-pfälzische Landeshauptstadt Mainz sowie drei Verbindungen in die saarländische Landeshauptstadt Saarbrücken.
| Linie                    | Strecke | Takt           |
| ------------------------ | --- | -------------- |
| RE 3                     | (Frankfurt (Main) Hbf –) Mainz Hbf – Bad Kreuznach – Idar-Oberstein – Türkismühle – St. Wendel – Neunkirchen (Saar) Hbf – Saarbrücken Hbf | 60 bis 120 min |
| RB 73                    | Neubrücke (Nahe) – Türkismühle – St. Wendel – Neunkirchen (Saar) Hbf – Saarbrücken Hbf                                                    | 30 bis 60 min  |
| RB 33                    | Mainz Hbf – Bad Kreuznach – Idar-Oberstein (– Türkismühle – St. Wendel)                                                                   | einzelne Züge  |
| Stand: 15. Dezember 2024 | |                |